# T̩arafa ibn al-ʿAbd
Pour les articles homonymes, voir Tarafa.
T̩arafa (arabe : طرفة بن العبد) est le nom donné à un poète antéislamique, auteur d’une Muʿallaqa. Son vrai nom est ʿAmr b. al-ʿAbd b. Sufyān b. Saʿd b. Mālik al-Bakrī  al-Wā’ilī (arabe : عمرو بن العبد بن سفيان بن سعد أبو عمرو البكري الوائلي). Sa tribu, Qubay’a appartient aux Qays b. T̠aʿlaba qui sont eux-mêmes une subdivision des Bakr b. Wā’il. Il est issu d’une famille où la poésie tient un grand rôle, puisque sa demi-sœur (ou tante) Ḫirnīq (en), est connue pour avoir dit des vers et qu’il est apparenté aux poètes al-Muraqqiš l’Ancien, al-Muraqqiš le Jeune et Mutalammis.
Il serait né dans la région historique de Bahrayne (elle englobe la partie orientale de l'Arabie sur le Golfe) et aurait vécu entre 543-569 environ d'après certaines sources, mais l'historicité de ce poète, comme celle de tous les poètes de l'antéislam, est sujette à caution. Comme le note J.E. Montgomery dans la deuxième édition de l'Encyclopédie de l'Islam, en évoquant les éléments biographiques qui nous sont parvenus sur le compte du poète : « On peut affirmer sans crainte de se tromper qu'aucun crédit historique ne doit être accordé à ces incidents, car ce sont tous des reconstructions basées sur - et parfois contenant des éléments tiré du - dīwān du poète. »

## Éléments de légende
Son père meurt alors qu'il est jeune ; il est alors élevé par ses oncles paternels, qui le négligent et le lèsent de ses droits. Il aime les plaisirs de la vie, et les scandales en résultant le forcent à quitter sa tribu. Il parcourt alors la péninsule et serait allé jusqu'en Abyssinie.
Il parvient à revenir chez les siens, provoque d'autres incidents, repart.
D’après Ibn Qoutayba dans son livre la Poésie et les poètes, il serait mort à l’âge de 20 ans, après avoir offensé ʿAmr b. Hind, le roi d’al-H̩īra, par un vers désobligeant et, ajoute l’une des versions rapportées par Ibn Qoutayba, parce qu’il aurait prononcé des vers galants à l’endroit de la sœur du roi. Ce dernier aurait donc remis deux lettres cachetées à T̩arafa et à son oncle Mutalammis et les aurait envoyés auprès de son représentant au Bahreïn afin qu’il leur remît une récompense. En chemin, pris de doute, Mutalammis prend connaissance de la lettre que lui a fait remettre le roi et découvre qu’elle contient l’ordre de le tuer. Il exhorte T̩arafa à ouvrir sa lettre, mais ce dernier s’y refuse. Arrivé auprès de représentant de ʿAmr, T̩arafa lui remet la missive. On lui offre alors du vin avant de lui trancher une artère du bras.
Sa mu'allaqât a été la première éditée et traduite en latin, à Leyde, en 1742.

## Extraits
Les différents extraits ci-dessous sont repris de l'ode incluse dans la Mu'allaqât, traduite par Jacques Berque.
La fin du poème est tragique, certains la trouvant prémonitoire par rapport à la fin du jeune homme :
Les jours te découvriront ce que tu ignores

ils t'apporteront des nouvelles dont tu n'étais pas pourvu

et te les apportera plus sûrement encore

celui auquel tu n'as

ni fourni manteau de voyage

ni fixé rendez-vous.
D'autres passages du poème montrent le même aspect personnel, et émouvant ; ici, par exemple, peu avant la fin de l'ode :
Non par ta vie, nul dessein qui

me reste clair-obscur

C'est le grand jour, non la nuit

qui pour moi perdure.
Et là, c'est une réflexion sur la vie et la mort que nous propose le poète :
Mais le généreux s'abreuve de lui-même en sa vie

que nous mourions demain, sais-tu qui de nous deux

sera mort sur sa soif ?

Ne vois-je pas que la tombe du cupide

avare de son argent ne diffère

en rien de celle du fol, prodigue de son oisiveté:

rien que deux tas de terre surmontés de sourdes

dalles taillées dans la roche ?

Ne vois-je pas que la mort prélève le généreux

aussi bien qu'elle s'arroge le plus précieux

des biens du scélérat qui se cramponne ?

Ne vois-je pas dans la vie un trésor que diminue chaque nuit?
Ici, une partie décrit sa vie de plaisir, l'opprobre familiale, et peut-être, montre comment il prévoit de finir :
Ah toujours boire des vins

servir ma volupté, vendre, dissiper et l'acquêt

et l'héritage,

jusqu'au jour ou ma famille unanime me frappera d'interdit

m'isolera comme on isole un chameau goudronné

pourvu que m'en aient doléance

ni les fils de la poussière ni les hôtes

de ce vaste pavillon de cuir

et si jamais, toi qui me censures, je me dérobais

au cris de la guerre

ne goûtais plus aux voluptés

pourras-tu m'en assurer l'éternité

Or donc, si tu ne peux ajourner ma destruction

laisse que je la provoque moi-même de ma légitime
Enfin, pour montrer la variété des thèmes abordés, voici un extrait décrivant une belle nuit avec une danseuse :
Mes commensaux brillent comme des étoiles

une chanteuse nous donne sa nuit

sa robe rayée colle à sa chair

généreuse d'elle-même au bas des échancrures

indulgente à laisser entrevoir sa tendre nudité

si nous lui disons « - Fais-nous entendre... »

elle nous offre

sa coulante et douce fêlure

un va-et-vient de la voix

une plainte alternée de gazelles mères

sur un petit mort.